# Église du Saint-Esprit (Copenhague)
L'église du Saint-Esprit est un temple paroissial luthérien qui se trouve dans le centre historique de la ville de Copenhague au Danemark. Elle date de la fin du XIIIe siècle. C'est donc l'église la plus ancienne de la ville.

## Historique

### Premières années

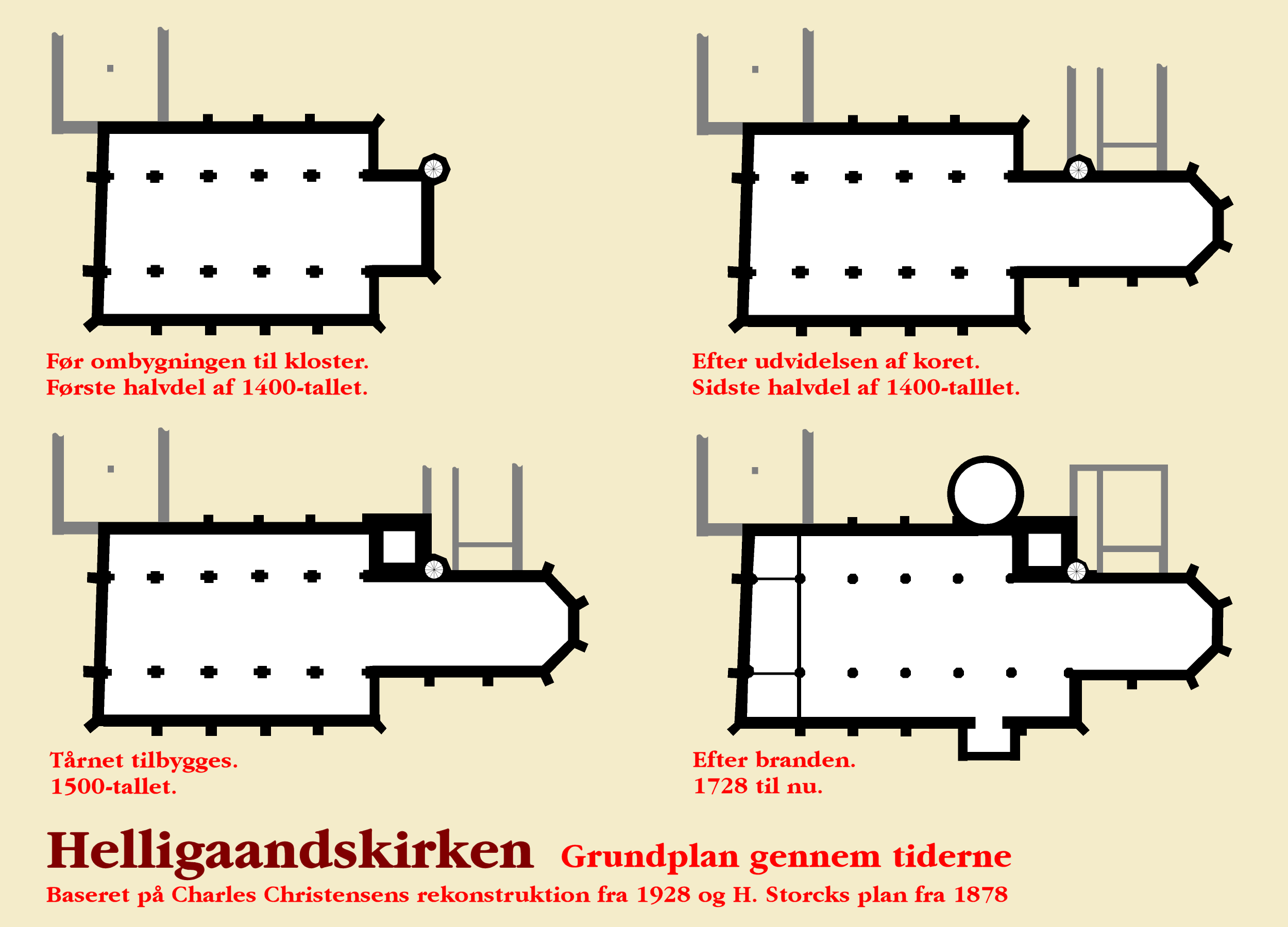
Plans de l'église

Le premier monastère de Copenhague est un couvent franciscain fondé en 1238, douze ans après la mort du fameux fondateur de cet ordre mendiant, François d'Assise. Auparavant l'archevêque Eskil de Lund avait fondé au XIIe siècle deux abbayes cisterciennes au Danemark, l'abbaye d'Esrum, dans le nord de la Zélande, et l'abbaye d'Herrevad, ou Herrisvad, en Scanie, et d'autres en Scandinavie.
Au départ, le couvent du Saint-Esprit sert d'hôtellerie et d'atelier pour des franciscains voyageurs et missionnaires. Il s'agrandit au fil des années et abrite la seule communauté religieuse masculine de la ville pendant plus de deux siècles.
L'évêque de Roskilde, Johannes Krag, fait construire un hôpital en 1296. C'est le résultat d'une vague de mécontentement populaire à son égard et pour y mettre un terme l'évêque fait bâtir l'hôpital du Saint-Esprit. C'est plus une institution ou un hospice, à la manière du Moyen Âge, qui abrite les malades, les faibles et les vieillards que strictement un hôpital au sens actuel du terme. L'institution est financée à parts égales par l'évêque et par les bourgeois de la ville. Au fil du temps, il reçoit des donations et des domaines agricoles, ce qui lui permet d'assurer son fonctionnement matériel. Une église servant de chapelle à l'hospice est donc construite à côté.

### L'abbaye hospitalière

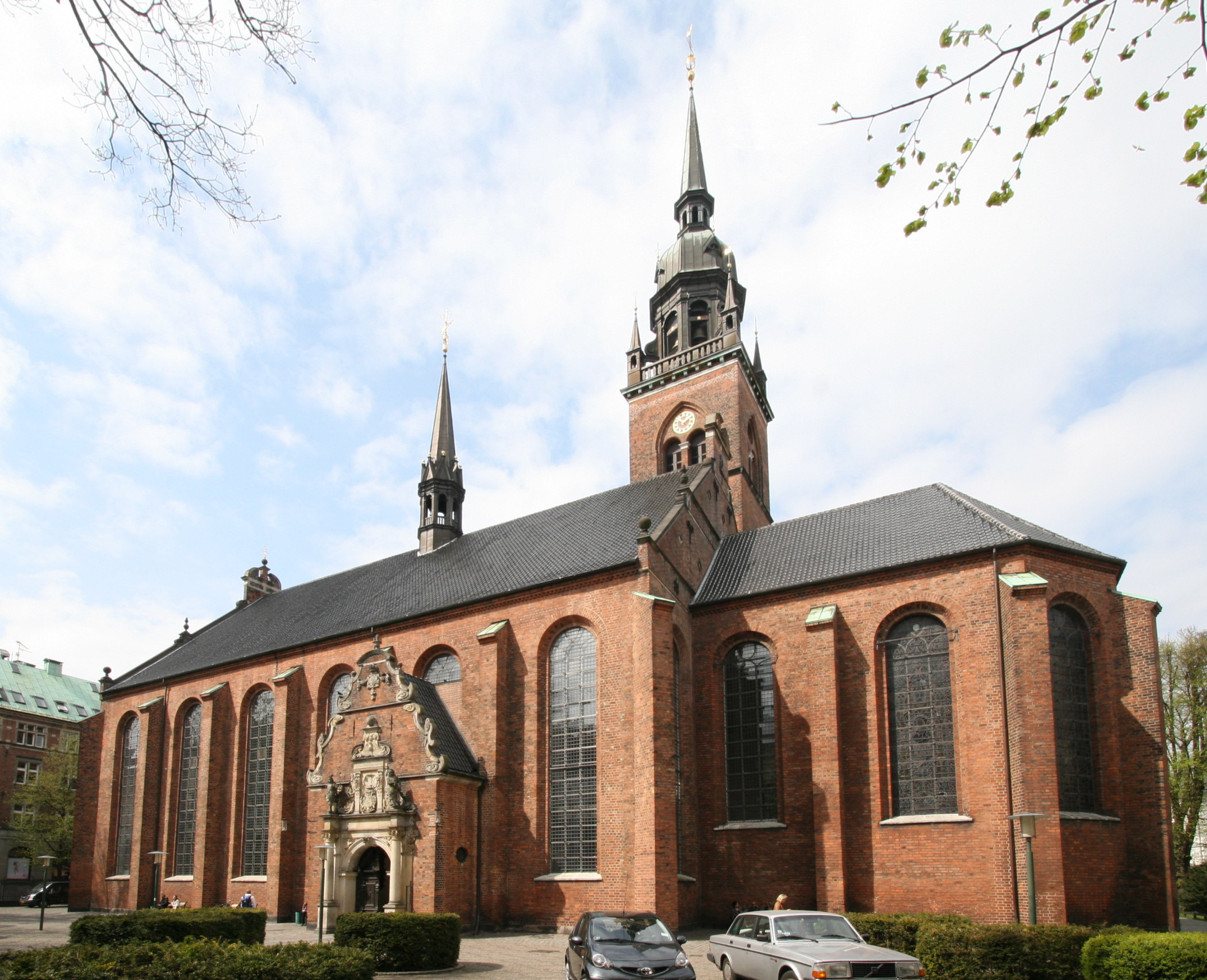
Vue de l'église avec son portail d'entrée

Le roi Christian Ier transforme l'hospice franciscain en abbaye hospitalière en 1469. Le pape Sixte IV approuve en 1474 sa règle sous l'ordre des hospitaliers du Saint-Esprit dont l'église-mère est l'église Santo Spirito à Rome.
L'abbaye hospitalière est disposée en quatre ailes autour d'un cloître. L'église actuelle faisait partie de l'aile sud, tandis que l'hôpital était situé dans l'aile ouest. On ajoute un clocher à l'église en 1520. La Réforme dix ans plus tard sécularise l'abbaye.

### L'église paroissiale

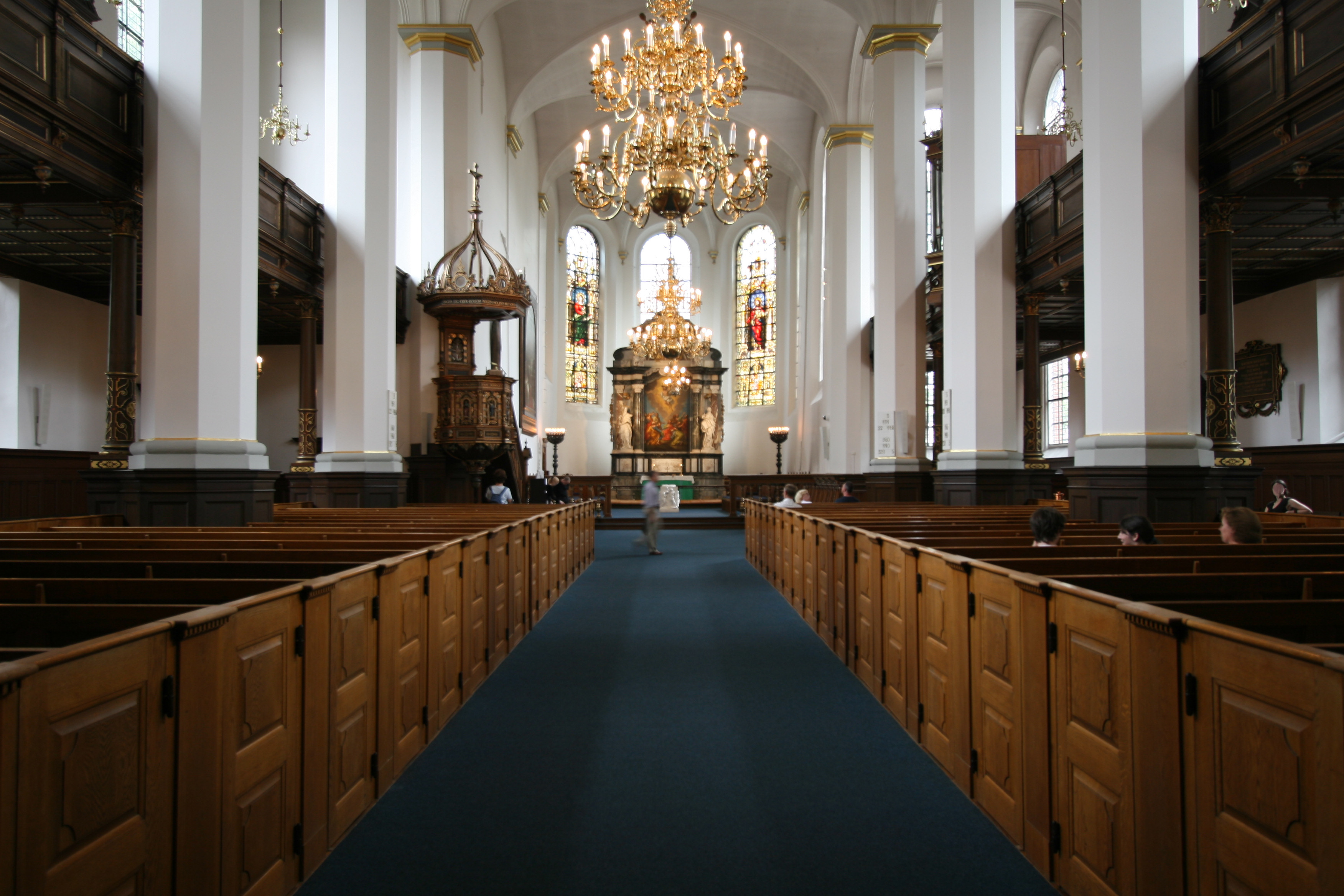
Intérieur de l'église

L'église du Saint-Esprit devient une église paroissiale luthérienne en 1537 et le clocher, dont les travaux avaient été arrêtés, est terminé en 1582 à l'initiative du gouverneur de la ville Christoffer Valkendorff (de). Une flèche est ajoutée en 1594.
L'incendie de 1728 nécessite des travaux, jusqu'en 1734, effectué dans le goût baroque, avec son autel monumental. Elle est à nouveau restaurée par Herman Storck (en) en 1878-1880.

## Intérieur
- Chapelle Griffenfeld (1672-1673)

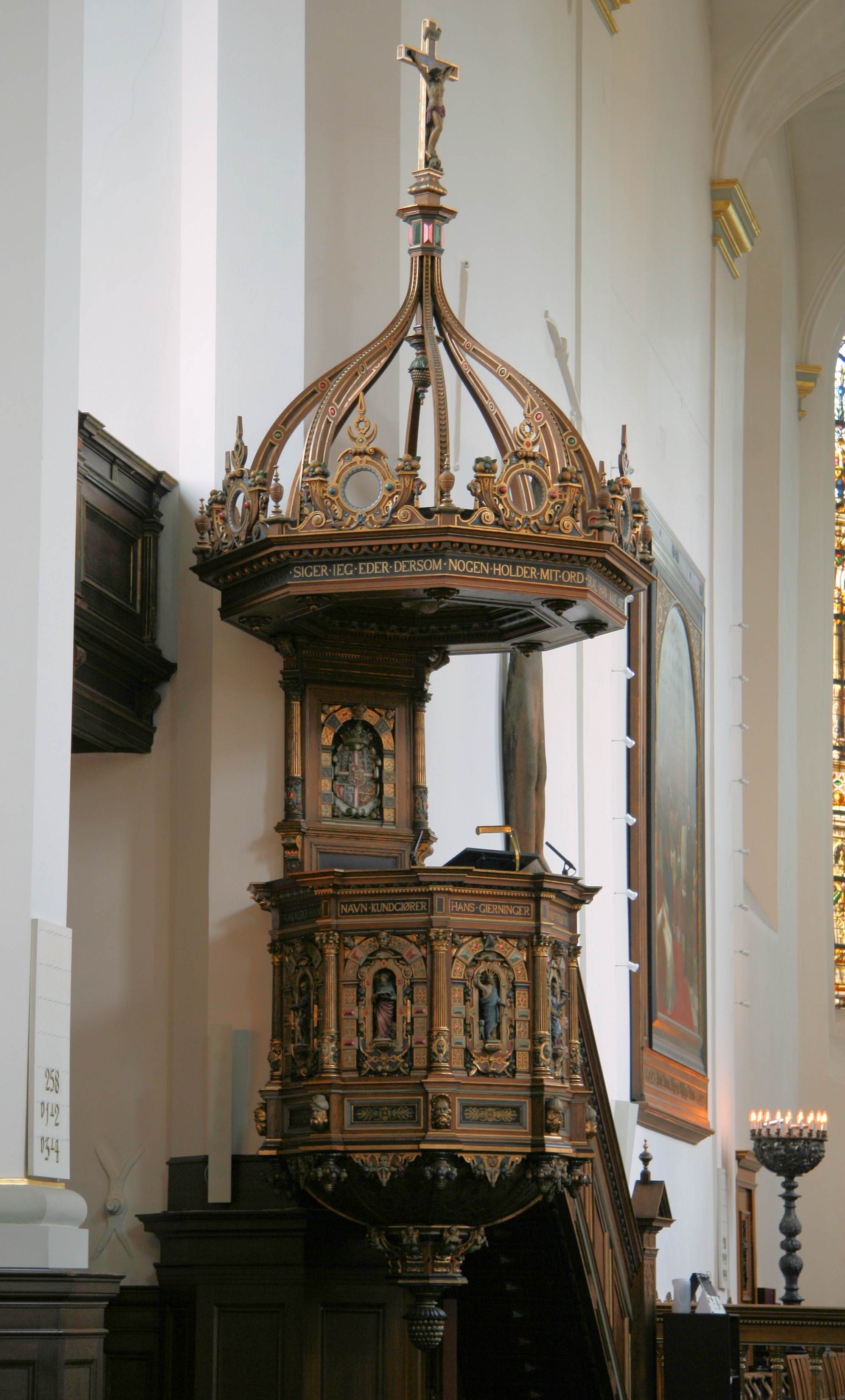
Vue de la chaire

- Autel baroque de 1727 surmonté d'une Ascension du Seigneur, œuvre de Hendrick Krock (en) (1677-1738)
- Chaire de 1878
- Tableau de l' Annonciation faite à Marie de Joakim Skovgaard (1897), sous l'orgue
- Lustre (1608) au-dessus des fonts baptismaux, placé dans l'église en 1750
- Crucifix moderne d'Henrik Strocke (1967)

## L'orgue
L'orgue date de 1879. C'est l'œuvre du facteur d'orgue Knud Olsen. Il a été restauré et agrandi en 1986 par la maison Marcussen & Son (Appenrade). Il comprend soixante-quinze registres.